# ヒナタイノコヅチ
ヒナタイノコヅチ（日向猪子槌、学名: Achyranthes bidentata var. fauriei）は、ヒユ科イノコヅチ属の多年生草本。日当たりのよい道端や原野に生える雑草である。

## 名称
和名は、イノコヅチ（ヒカゲイノコヅチ）よりも日当たりのよい場所に生えることに由来する。イノコヅチは漢字で「猪子槌」と書き、茎の節にある太い膨らみの形が、イノシシの子どもの大きな膝頭と、物を打ちたたく道具である槌に例えられたところから来ている。
実は、衣服によくつくことから「ひっつきむし」などと呼ばれる。

## 分布・生育地
中国および日本に分布する。日本では、北海道の一部、本州、四国、九州に生える。各地の山野、道ばた、庭や空き地など、日当たりの良いところに自生する。

## 特徴

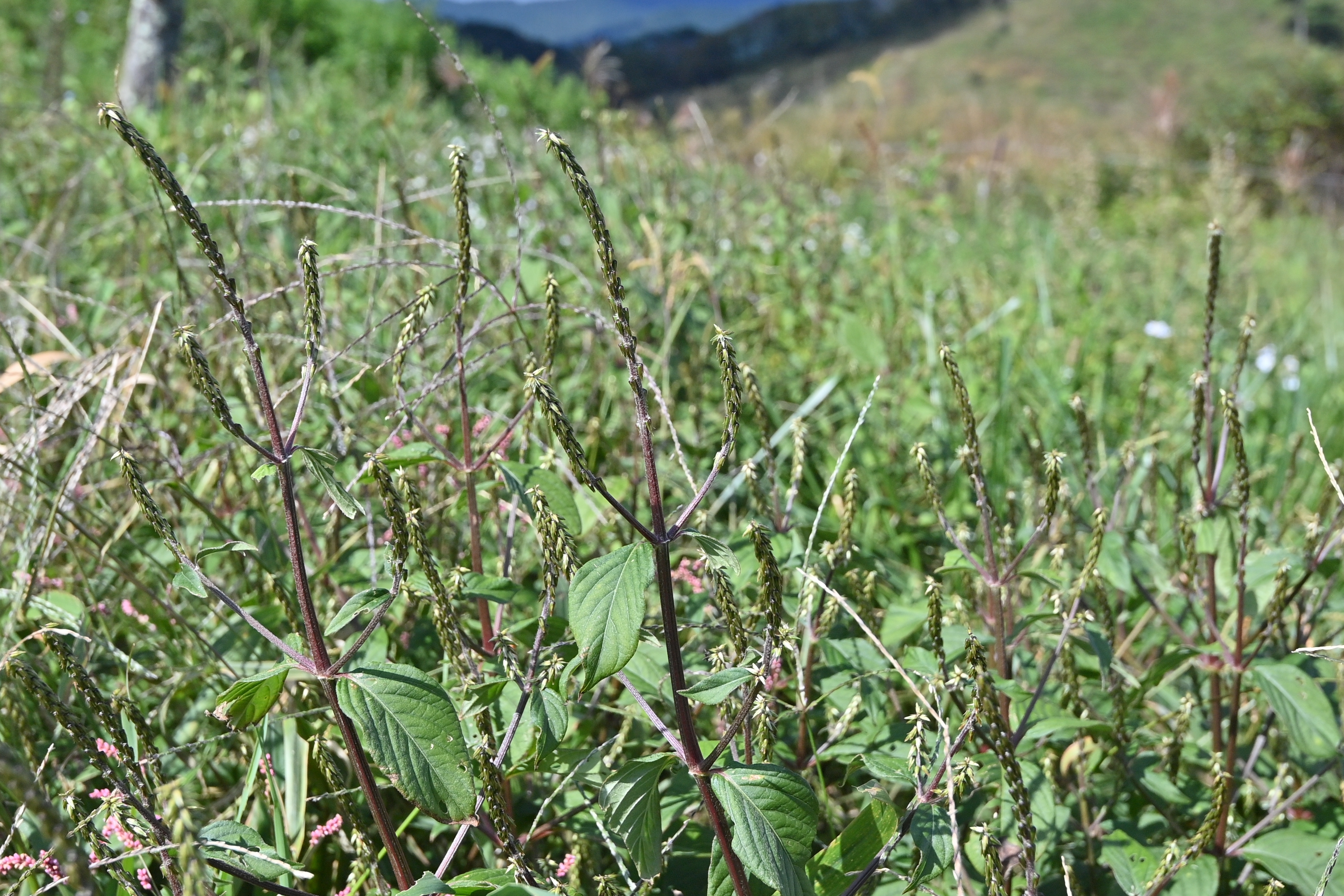
ヒナタイノコヅチの果穂
（茨城県常陸太田市 2022年9月）

根は地中深くに伸び、まばらにひげ状に出ていて、引き抜きにくい。
草丈は50 - 100センチメートルに生長する。茎は丸くなく角張った方形で、節が高く、節で対生に枝を出す。葉は対生、楕円形、葉先は尖り、表面にまばらに毛がある。
花期は夏（8 - 9月）で、茎の枝先に穂状花序で、目立たない緑色の小花を咲かせる。花びらはなく、5本の雄しべがある。
秋に結実し、果実は3個の針状の苞に包まれ下向きに下がる。苞の先端が鋭く尖っており、人の衣服や獣の体に付着し運ばれて散布される。
とてもよく似た類似植物に、半日陰に多くややほっそりしたヒカゲイノコヅチがあり、ヒナタイノコヅチと混生していることも多く区別が難しい。ヒカゲイノコヅチは葉質が薄く、毛が少ないのに対して、ヒナタイノコヅチでは、茎が太くややがっちりしていて毛が多く、葉は厚く尖っていて、花が密につき花柄が太くて短いことで区別される。

## 利用
本種または A. bidentata（本種の基本種）の根を、晩秋に地上部が枯れたはじめた頃に採取して、水洗いして天日乾燥させたものが、牛膝（ごしつ）という生薬になる。牛膝は、根が太く多肉質のが良品とされている。最も良質なのは中国産の川牛漆（せんごしつ）といわれており、日本では、ヒナタイノコズチのうち、太い根をもつ系統を選んで栽培されている。
期待される薬効は、浄血、月経不順、利尿、腹痛、関節痛、強壮、産前後の諸病などで、5 - 8グラム (g) の根を水400 ccで半量になるまで煎じた液を、1日3度分服することで利用される。乳房の腫れには、煎液または生葉汁で湿布する利用方もある。牛膝は牛膝散、折衝飲などの漢方方剤に使われる。